# Дівчина-яструб
Дівчина-яструб, також відома як Орлиця (англ. Hawkgirl) — вигадана персонажка-супергероїня, яка згадується в коміксах DC Comics, і є однією з найперших супергероїнь. Оригінальна Орлиця, Шиєра Сандерс Голл була створена Гарднером Фоксом і Денісом Невілом. Кендра Сондерс вперше згадується в JSA Secret Files and Origins #1 в серпні 1999 року.

## Історія публікацій

### Золота ера
Шиєра Сандерс Голл була створена Гарднером Фоксом і Денісом Невілом. Саме тоді світ вперше побачив Чоловік-яструб. Археолог Картер Голл марив, що він є принцом Стародавнього Єгипту Куфу, який закоханий у Шиєру, або принцесу Шей-Єру. Наступного дня Картер зустрічає дівчину, яку звуть Шиєра і вона є точною копією жінки з його снів. Картер приміряє на себе особистість Чоловіка-яструба і Шиєра стає його дівчиною. Шиєра вперше згадується в коміксах у липні 1941. Коли Картер активно використовує особистість Чоловіка-яструба, Шиєра займається дослідженням особливих металевих крил, розроблених Картером, а потім і сама приміряє їх, щоб карати злочинців. Шиєра продовжує носити крила, а потім повністю адаптує особистість Дівчини-яструба.

### Срібна ера
Коли популярність коміксів падає наприкінці 1940-х, Чоловік-яструб перестав відігравати свої функції у коміксах про Флеша (комікс). Він потім був знову введений у комікси, проте його особистість і історія змінилися. Версії Дівчини-яструба і Чоловіка-яструба у срібній ері стали пара іншопланетян-офіцерів з планети Танагар, які прийшли на Землю, щоб вивчати поліційні маневри. Дівчина-яструб зі Срібної Доби була представлена як Шаєра Гол (фонетично схоже з Шиєра Голл). Хоч Чоловік-яструб Срібної Доби вступає до Ліги Справедливості, Шиєра не стала її членом, бо за правилами Ліги мав бути прийнятий тільки один член за раз. Декілька років потому, Дівчина-яструб Срібної Доби вступила до Ліги справедливості у 1977. У 1981 Дівчина-яструб змінила ім'я на Жінка-яструб (англ. Hawkwoman).
Коли компанія встановила систему мульти всесвітів, Дівчина-яструб Золотої Доби жила на Землі-2, а Дівчина-яструб Срібної Доби проживала на Землі-1. Хоч Чоловік-яструб Золотої Доби вперше згадується у коміксах про Лігу справедливості ще у 1963 і продовжує там фігурувати, Дівчина-яструб Золотої Доби до 1976 майже не згадується. Пізніше, Дівчина-яструб також згадується як мати Срібного скарабея.

### Після кризи
Після подій  Кризи нескінченних Земель, історії Землі-Один, два, чотири, S і X були об'єднані в єдину Землю в минулому, сьогоденні і майбутньому. В результаті, Чоловік-яструб і Дівчина яструб Срібної і Золотої Доби живуть на одній землі. Ліга Справедливості виявилися в пастці в іншому вимірі, Лімбі, де вони будуть битися за всю вічність, щоб запобігти Рагнарок, який має відбутися на Землі.

## Вигадана біографія персонажа

### Шиєра Сандерс Голл
Дівчина-яструб Золотої Доби була Шиєрою Сандерс Голл, реінкарнацією єгипетської принцеси Шей-Єри, і є супутницею Картера Голла, Чоловіка-яструба Золотої Доби. Шей-Єра та її коханий принц Куфу були вбиті Хат-Сетом кинджалом з особливого металу багато століть тому. Якості металу і кохання пари створила між ними зв'язок і вони перероджувалися багато разів протягом століть. Декілька її інкарнацій:
- Леді Селія Пенбрук, жила в 5 столітті в Британії і була любовним інтересом Тихого лицаря.
- Кориця(Відома також як Кейт Мансер), кохана Нічного яструба
- Шейла Карр, кохана детектива Джеймса Райта

На початку 20 століття, Шей-Єра була відроджена, як Шиєра Сандерс. Вона була викрадена доктором Антоном Хастором (реінкарнація Хат-Сета), але згодом врятована Чоловіком-яструбом (її відродженим коханцем Куфу). Шиєра стала  союзником і любовним інтересом героя. Зрештою, вона отримала костюм  і приєдналася до нього  як Дівчина-яструб.